# Vaněk-Trilogie (Film)
Vaněk-Trilogie ist die 1991 geschaffene Aufzeichnung des DFF einer Studioinszenierung von Fritz Bornemann nach drei Einaktern von Václav Havel aus den Jahren 1975 bis 1979.

## Handlung
Da es sich hier um eine Schauspielinszenierung handelt, siehe: Vaněk-Trilogie.

## Produktion
Die Dramaturgie lag in den Händen von Alfried Nehring.
Die Erstausstrahlung der in Farbe geschaffenen Aufzeichnung erfolgte am 4. Mai 1991 als Vorabpremiere im Fernsehsender 1 PLUS, während die eigentliche Erstausstrahlung am 9. Mai 1991 in der ARD anlässlich der Verleihung des Karlspreises der Stadt Aachen an Václav Havel erfolgte. Der Regisseur Fritz Bornemann hatte zuvor dem tschechischen Staatspräsidenten und Dichter eine Videokassette des Films auf die Prager Burg geschickt und als Antwort erhalten, dass sich dieser sehr geehrt fühlte und mit dieser Bearbeitung seiner Stücke einverstanden war. Selbst die Kürzungen, die der Länge im Fernsehenformat geschuldet waren, störten den Autor nicht.